# Sulingen
Sulingen est une ville de l'arrondissement de Diepholz en Basse-Saxe, Allemagne.